# 菲白竹
菲白竹（学名：Pleioblastus fortunei; syn. ）为禾本科大明竹属下的一个种。种名 fortunei 以英国植物学家Robert fortune（1813-1880）的名字命名。